# Франц Кламер
Франц Кламер (на немски: Franz Klammer, роден на 3 декември 1953 г.) е състезател по ски алпийски дисциплини от Австрия, олимпийски шампион и носител на световната купа по ски в дисциплината спускане.
Напълно доминира в спускането в 5 последователни сезона (1975 – 1978) на Световната купа по ски алпийски дисциплини. Печели златния медал в спускането на Дванайсетите зимни олимпийски игри в Инсбрук, Австрия през 1976. Печели 25 пъти Световната купа по спускане.